# アクラシス科
アクラシス科(Acrasidae, Acrasiaceae)はヘテロロボサ綱に属するアメーバ様生物の1群。生活環の一時期に累積子実体を形成することから細胞性粘菌として認識されてきた生物群の1つであるが、実験生物として良く知られたタマホコリカビ類とは異なる系統に属している。2属10種程度と小さい群である。

## 特徴
胞子から発芽したアメーバは葉状仮足によって運動するナメクジ型で、細菌などを捕食して増殖する。アメーバが集合して累積子実体を形成し、その際に柄の細胞と胞子の細胞が形態的に分化するが、タマホコリカビ類とは異なりどちらも生存していて再びアメーバとなる能力がある。

## 分類
古典的には植物分類学の立場から変形菌門アクラシス綱アクラシス目などのように位置付け、また動物分類学では原生動物門肉質鞭毛虫亜門菌虫綱アクラシス亜綱アクラシス目などの所属とした。現在は分子系統解析に基づき、エクスカバータ・ディスコーバ・ヘテロロボサ・テトラミチアに位置づける。
- ジュズダマカビ属[注釈 1] Acrasis van Tieghem, 1880[8]
子実体柄の先端で胞子塊が数珠状に繋がり、ときどき分枝する。タイプ種であるAc. granulataは記載されて以降ほとんど発見されていない。そのほかに子実体の形態と分子系統で区別可能なAc. rosea, Ac. kona, Ac. takarsan, Ac. helenhemmesaeの4種がある[9]。
- ホソエナメクジカビ属[注釈 1] Pocheina Loeblich & Tappan, 1961[10]
子実体柄の先端に球形の胞子塊をつける。当初はGuttulina Cienk. in Levakovsky, 1874と命名されたが、有孔虫で先に使われていることから改名された[注釈 2]。タイプ種であるP. roseaはAc. roseaの種内形態変異である可能性が指摘されている[9]。ほかに2種知られているが詳細は不明[4]。

また分子系統解析によってAllovahlkampfia Walochnik & Mulec, 2009が含められるようになった。これは鞭毛を持たずシストを作るアメーバで、なかでもAl. minutaはシストを作る際に集合する性質がある。またヒトの眼に角膜炎を起こすことが知られているAl. spelaeaでは、単純な子実体の形成が報告されたことがある。

## 歴史
1873年にチェンコフスキーがロシアで見出した生物にGuttulina roseaと命名したのが最初である。つづいて1880年にヴァン・ティガンがAcrasis granulataを記載した。これにより細胞性粘菌という生物群が認識されるようになり、それにアクラシス目やアクラシス綱などといった分類群が充てられるようになった。アクラシス科が設立されたのは1913年である。しかしタマホコリカビ類や真性粘菌のアメーバが糸状仮足を出すのに対し、アクラシス科などいくつかの群では葉状仮足で運動することから、20世紀の後期からこれらは異なる系統に属する独立した生物群だと考えられるようになった。さらに21世紀に入ると、これらはアメーバ運動を行う多様な真核生物がそれぞれ独立に累積子実体の形成をするようになったことが明らかになった。その結果、アクラシス目やアクラシス綱、あるいはアクラシス菌門といった高次分類群は解体されて使われなくなり、系統を反映した分類群としてはアクラシス科にわずか2属（しかも再現良く見付かるのはAcrasis属のみ）となった。一方で様々なアメーバ様生物の系統的位置が明らかになった結果、2012年にAllovahlkampfia属を含める提案がなされている。